# Шишацька Олена Миколаївна
Оле́на Микола́ївна Шиша́цька (у шлюбі Карапетян) — (* 1904, Харків, — † 1988, Філадельфія, похована  на цвинтарі Окленд там само) — українська оперна співачка (колоратура), солістка Харківського державного театру опери і балету імені Миколи Лисенка.
Чоловік, Григорій Карапетян — один з архітекторів першого в Україні хмарочоса в Харкові. Був арештований і розстріляний радянською владою.
Син, Алік Карапетян, закінчив університет Західної Вірджинії в Моргантауні, пізніше професор прикладного мистецтва в тому ж університеті. Змінив прізвище на Картер.